# پی‌تی‌تی
پی‌تی‌تی (به انگلیسی: PTT) شرکت نفت و گاز تایلندی است، که اکثریت سهام آن در اختیار دولت تایلند می‌باشد و بخشی از سهام آن نیز در بازار بورس اوراق بهادار تایلند معامله می‌شود.
شرکت پی‌تی‌تی مالک شبکه گسترده‌ای از خطوط لوله انتقال گاز زیردریایی؛ در خلیج تایلند است، همچنین شبکه‌ای از پایانه‌های ال‌پی‌جی را در سراسر تایلند دارا می‌باشد.
سایر فعالیت‌های عمده این شرکت شامل؛ تولید برق، تولید و عرضه محصولات پتروشیمی، اکتشاف و تولید نفت خام و گاز طبیعی و خرده‌فروشی بنزین می‌باشد.
شرکت پی‌تی‌تی هم‌اکنون بزرگترین شرکت صنعتی در کشور تایلند محسوب می‌شود، همچنین تنها شرکت تایلندی ذکر شده در فهرست فورچون جهانی ۵۰۰ به‌شمار می‌رود، که در سال ۲۰۱۱ در رتبه ۱۲۸ از بزرگترین شرکت‌های جهان قرار داشت.